# Монакино (Уссурийский городской округ)
В Партизанском районе Приморского края тоже есть село Монакино.
Мона́кино — село в Уссурийском городском округе Приморского края. Входит в состав Пуциловской территории.

## География
Село Монакино стоит в верховьях реки Левая Павлиновка, которая впадает в реку Павлиновка, левый приток реки Кроуновка.
Село Монакино расположено к западу от Уссурийска, расстояние по прямой около 45 км.
Дорога к селу Монакино идёт на юг от автотрассы «Борисовка — Алексей-Никольское» через Пуциловку и Богатырку. Расстояние до Богатырки около 14 км, до Пуциловки около 17 км, до Борисовки около 36 км, до Уссурийска около 48 км.
От села Монакино до российско-китайской границы (на запад) около 20 км.

## Население
| 2002 | 2010 |
| ---- | ---- |
| 182  | ↘170 |

## Улицы
| - ул. Весенняя, - ул. Новая, - ул. Строительная, - ул. Таёжная, - ул. Угловая. |

## Экономика
В окрестностях отдалённого таёжного села Монакино находятся охотничьи хозяйства. Жители занимаются сельским хозяйством.